# Ansgarda de Borgonha
Ansgarda de Borgonha (826-† 880/882) é a filha de Harduíno de Borgonha. Primeira esposa do príncipe Luis, o Gago, ela é a mãe dos reis de França, Luís III e Carlomano II.
O seu casamento com Luis, o Gago a 1 de março de 862 é celebrado contra o conselho do rei Carlos II, o Calvo. A razão desta oposição é incerta, alguns historiadores põe por conta de um possível rapto de Ansgarda para o mosteiro de Chelles. Depois de vários anos de vida em comum, e apesar do nascimento de cinco filhos (dois filhos, Luis e Carlomano, e três filhas, Gisela, Hildegarda, e Ermentruda), Ansgarda é repudiada por seu marido, o qual casou em 875 com a nobre Adelaide de Friuli, filha do conde Adalardo de Paris. No entanto, as autoridades eclesiásticas recusam-se a legitimar esta nova união, o mesmo que o papa João VIII, não coroam Adelaide durante a sua visita ao concílio de Troyes , em 878.
A morte do rei Luis, o Gago, no dia 11 de abril de 879 em Compiegne, enquanto preparava uma expedição punitiva contra os condes de Poitiers e do Mans, Ansgarda trabalha, sem dúvida, para que seu filho possa ascender ao trono, e faz rever o seu repúdio por Hincmar, arcebispo de Reims. Mas a rainha Adelaide está grávida e dá à luz a 17 de setembro de 879, uma criança do sexo masculino (futuro Carlos III, dito o Simples), que põem em causa a herança dos filhos de Ansgarda.
O casamento de Adelaide, está sob ataque, não só pela Igreja, mas também por Ansgarda e seus dois filhos, que não hesitamem acusá-la de adultério, porque seu casamento não tinha sido declarado legítimo.
Em setembro de 879, Luís III e Carlomano II, foram coroados na igreja da abadia de Saint-Pierre e Saint-Paul de Ferrières-en-Gâtinais por Anségise, o arcebispo de Sens. Eles vão juntos para o trono da França, mas ambos morreram sem posteridade. No final de um longo e difícil processo, Adelaide, eventualmente prevalece e seu filho Carlos é confirmado como um filho legítimo e único herdeiro da coroa da França.